# Figura y fondo (lingüística cognitiva)
Figura y fondo son funciones de la cognición humana que se manifiestan en las lenguas. En el campo de la lingüística cognitiva, estos conceptos han sido desarrollados principalmente por Leonard Talmy.

## Generalidades
Tomadas de la psicología de la Gestalt, según Talmy (2000), figura y fondo son dos funciones cognitivas parte de un sistema mediante el que las lenguas establecen un concepto como punto de referencia de otro. La función de figura es cumplida por un concepto que necesita anclaje, mientras que el fondo es la función realizada por el concepto que realiza el anclaje. Estos conceptos pueden estar relacionados, entre otras formas, espacial, temporal o causalmente, y están presentes en todo tipo de oraciones. 
En una oración simple, “la figura es una entidad móvil o conceptualmente movible cuyo camino, lugar u orientación se conciben como una variable [...]. El fondo es una entidad de referencia que tiene una disposición estacionaria relativa al marco de referencia, con respecto a la cual el camino, lugar y orientación de la figura se caracteriza” . Por ejemplo, en La taza está sobre la mesa o La taza se cayó de la mesa, la mesa actúa como el fondo al que se ancla la taza. Según Talmy, aunque no es obligatoria, es común la correlación Figura-Sujeto, Fondo-Objeto.  
De acuerdo con Talmy (2000), fondo y figura tienen características definitorias y asociadas: la característica definitoria de la figura es que tiene propiedades espaciales o temporales desconocidas a ser determinadas, mientras que la característica definitoria del fondo es que actúa como entidad de referencia que puede definir las propiedades de la figura. Entre las características asociadas al concepto figura están, entre otras, ser más móvil y pequeño, más relevante y menos perceptible inmediatamente; al otro extremo, algunas características asociadas al concepto que funciona como fondo son tener una localización más estable y ser más grande, tener menor relevancia y ser más perceptible. 
Figura y fondo también pueden identificarse en oraciones compuestas, por ejemplo, en La bomba estalló después de que el general presionó el botón, la figura es el evento cuya localización temporal es variable (la bomba estalló), mientras que el evento de referencia con el cual se caracteriza la ubicación temporal de la figura funciona como fondo (el general presionó el botón) (Talmy, 2000). 